# Liste der Kulturdenkmäler in Lachen-Speyerdorf
In der Liste der Kulturdenkmäler in Lachen-Speyerdorf sind alle Kulturdenkmäler des Stadtteils Lachen-Speyerdorf der rheinland-pfälzischen Stadt Neustadt an der Weinstraße aufgeführt. Grundlage ist die Denkmalliste des Landes Rheinland-Pfalz (Stand: 14. Januar 2025).

## Denkmalzonen
| Bezeichnung                          | Lage                                                                              | Baujahr                            | Beschreibung | Bild                           |
| ------------------------------------ | --------------------------------------------------------------------------------- | ---------------------------------- | --- | ------------------------------ |
| Denkmalzone Bauerndoktor-Gros-Straße | Bauerndoktor-Gros-Straße 47–53 (ungerade Nummern) und 58–62 (gerade Nummern) Lage | zweite Hälfte des 18. Jahrhunderts | malerisches Straßenbild mit überwiegend spätbarocken Haken- und Dreiseithöfen | BW                             |
| Denkmalzone Bonhoefferstraße         | Bonhoefferstraße 1–18 Lage                                                        | 18. und 19. Jahrhundert            | geschlossene Abfolge von Hofanlagen, vorwiegend Hakenhöfe, im Wesentlichen aus dem 18. und 19. Jahrhundert | BW                             |
| Denkmalzone Theodor-Heuss-Straße     | Theodor-Heuss-Straße 1–71 (ungerade Nummern), 2-92 (gerade Nummern) Lage          | 17. bis frühes 20. Jahrhundert     | geschlossene historische Bebauung, 17. bis frühes 20. Jahrhundert, überwiegend Hakenhöfe mit Fachwerkhäusern und querliegenden Scheunen | BW                             |
| Denkmalzone Burgruine Spangenberg    | südlich von Erfenstein im Elmsteiner Tal am Nordhang des Schloßbergs Lage         | 1317                               | Ersterwähnung 1317, Lehensburg des Hochstifts Speyer, 1470 zerstört, Neuverlehnung 1480 und Wiederaufbau, seit den Zerstörungen im 17. Jahrhundert Verfall, 1926/27 Maßnahmen an der Oberburg, seit 1972/73 sukzessiver Ausbau der terrassenförmigen Anlage; erhalten Teile der Oberburg, geringe Reste der Mittelburg, Unterburg mit älterem Turm und jüngerem Torbau | weitere Bilder Fotos hochladen |
| Denkmalzone Stutgarten               | südlich von Erfenstein, südlich der Burg Spangenberg Lage                         | 16. und 17. Jahrhundert            | mit Schlossbrunnen und Schutzstreifen; Sandsteinmonolithe der Einfriedung der ehemaligen Pferdekoppel des Fürstbischofs von Speyer, 16. und 17. Jahrhundert; ehemaliger Burgbrunnen, bezeichnet 1579 | weitere Bilder Fotos hochladen |

## Einzeldenkmäler
| Bezeichnung                                | Lage                                                        | Baujahr                            | Beschreibung | Bild                           |
| ------------------------------------------ | ----------------------------------------------------------- | ---------------------------------- | --- | ------------------------------ |
| Protestantisches Pfarrhaus                 | Am Schneckenpfad 2 Lage                                     | um 1911                            | ehemaliges protestantisches Pfarrhaus; eingeschossiger villenartiger Mansarddachbau, Heimatstil, um 1911; Ausstattung | Fotos hochladen                |
| Hofanlage                                  | Bauerndoktor-Gros-Straße 8 Lage                             | 1711                               | barocker Hakenhof; eingeschossiger Krüppelwalmdachbau mit Drempel, teilweise Fachwerk, bezeichnet 1711, Scheune bezeichnet 1760 | Fotos hochladen                |
| Hofanlage                                  | Bauerndoktor-Gros-Straße 17 Lage                            | 18. Jahrhundert                    | barocke Hofanlage, 18. Jahrhundert; Fachwerkbau, teilweise massiv, Krüppelwalmdach, Scheune bezeichnet 1782 | Fotos hochladen                |
| Wohnhaus                                   | Bauerndoktor-Gros-Straße 26                                 | 1815                               | eingeschossiges Fachwerkhaus mit Drempel, 1815 | Fotos hochladen                |
| Wohnhaus                                   | Bauerndoktor-Gros-Straße 36 Lage                            | 1660/61                            | barockes Fachwerkhaus, Dendrodatierung 1660/61; ortsbildprägend | Fotos hochladen                |
| Protestantische Kirche Lachen              | Bauerndoktor-Gros-Straße 37/39 Lage                         | 1749–57                            | spätgotischer Turm; spätbarocker Saalbau mit Walmdach, 1749–57, Ausstattung | Fotos hochladen                |
| Spolie                                     | Bauerndoktor-Gros-Straße, an Nr. 49 Lage                    | 1779                               | spätbarocker Ofenstein, bezeichnet 1779 | BW                             |
| Hofanlage                                  | Bauerndoktor-Gros-Straße 51 Lage                            | 1737                               | barocker Hakenhof mit Erweiterungsflügel; Fachwerkhaus, teilweise massiv, Krüppelwalmdach, bezeichnet 1737, Scheune im Kern aus dem 18. Jahrhundert; straßenbildprägend | Fotos hochladen                |
| Hofanlage                                  | Bauerndoktor-Gros-Straße 58 Lage                            | 1760                               | im Kern barocker Dreiseithof; eingeschossiges Fachwerkhaus, teilweise massiv, bezeichnet 1760, einachsiges Altenteil um 1900, Fachwerkscheune bezeichnet 1717 | Fotos hochladen                |
| Torpfosten                                 | Bauerndoktor-Gros-Straße, an Nr. 62 Lage                    | 17. Jahrhundert                    | Hoftorpfosten, 17. Jahrhundert | Fotos hochladen                |
| Hofanlage                                  | Baumgartenstraße 11 Lage                                    | 1831                               | Hofanlage; eingeschossiges Fachwerkhaus, bezeichnet 1831, Fachwerkscheune bezeichnet 1848 | Fotos hochladen                |
| Wohnhaus                                   | Bonhoefferstraße 1 Lage                                     | 18. Jahrhundert                    | eingeschossiges barockes Fachwerkhaus mit Drempel, 18. Jahrhundert; ortsbildprägend | BW                             |
| Kirchenausstattung                         | Goethestraße, in Nr. 21 Lage                                | 18. und 19. Jahrhundert            | in der Katholischen Kirche Heilig Kreuz: Ausstattungsstücke der ehemaligen katholischen Pfarrkirche St. Katharina: spätbarockes Pilasterportal, Mitte des 18. Jahrhunderts; Ziborienaltar, drittes Drittel des 18. Jahrhunderts; Rokokokanzel um 1760/70, Seuffert-Orgel von 1823 und anderes mehr | Fotos hochladen                |
| Friedhof                                   | Goethestraße 37, auf dem Friedhof Lage                      | ab 1795                            | Teile der Ummauerung von 1795; Trauerhalle: winkelförmiger Putzbau mit Vorhalle, 1957/58, Architekt K. Eckert, Haßloch, Lebensalter-Reliefs von Otto Rumpf, Speyerdorf; Friedhofskreuz bezeichnet 1835; Kriegerdenkmal 1866 und 1870/71, fahnentragender Soldat, um 1900; Kriegerdenkmal 1914/18, adlerbekrönte Stele, 1925 von Jausel, Haßloch; Grabmäler: Anton von Perglas († 1827): niedriger Obelisk; Philipp Peter Gros († 1835) und Katharina Freitag († 1834): klassizistische Stele mit Pyramidendach; Augusta ...heinwald († 1852): beschädigte Stele mit Todesengelrelief; Adam Schmitt († 1877?): Säulenstumpf mit Blütenkranz; Emma Wilh. Degen († 1894) und Karl Degen († 1912). Sandsteinstele mit reich reliefiertem Giebel; Fam. E. Sauter und G. Jung: Sandsteinplatten mit figürlichen Flachreliefs, um 1926 | weitere Bilder Fotos hochladen |
| Kirchenwüstung St. Georg                   | Im Altenschemel, zwischen Nr. 2 und 4 Lage                  |                                    | vermutlich romanische Wehrkirche, 1712 und 1789 zerstört; Bodendenkmal | BW                             |
| Portal                                     | Karl-Ohler-Straße, an Nr. 1 Lage                            | 1599                               | Renaissance-Kellerportal, bezeichnet 1599 | BW                             |
| Hofanlage                                  | Karl-Ohler-Straße 2 Lage                                    | Mitte des 18. Jahrhunderts         | barocke Hofanlage, Fachwerkhaus, teilweise massiv, Torbögen bezeichnet 1757, Fachwerkscheune | weitere Bilder Fotos hochladen |
| Wohnhaus                                   | Karl-Ohler-Straße 4 Lage                                    | 1746                               | barockes Fachwerkhaus, teilweise massiv, Krüppelwalmdach, bezeichnet 1746 | Fotos hochladen                |
| Hofanlage                                  | Karl-Ohler-Straße 5 Lage                                    | spätes 18. Jahrhundert             | Hofanlage; eingeschossiges Fachwerkhaus mit Drempel, spätes 18. Jahrhundert | Fotos hochladen                |
| Protestantische Kirche Speyerdorf          | Langensteiner Straße 29 Lage                                | 1812                               | klassizistischer Saalbau mit Walmdach, bezeichnet 1812; romanisierender Turm, 1947–51; Ausstattung | Fotos hochladen                |
| Wehr                                       | Lilienthalstraße, am Speyerbach; Flur Im Weidengärtel Lage  | zweite Hälfte des 19. Jahrhunderts | zweiteiliges Wehr, zweite Hälfte des 19. Jahrhunderts | Fotos hochladen                |
| Sarkophag und Grenzsteine                  | Lilienthalstraße, bei Nr. 32 Lage                           | ab dem 3. oder 4. Jahrhundert      | römischer Sarkophag, 3. oder 4. Jahrhundert; Langer Stein, gotisch, bezeichnet 1467; Grenzstein, bezeichnet 1593/1757/1821(?) | Fotos hochladen                |
| Spolie                                     | Lilienthalstraße, an Nr. 44 Lage                            | 18. Jahrhundert                    | ehemaliger Ofenstein, 18. Jahrhundert | Fotos hochladen                |
| Edon-Kaserne                               | Martha-Rumpf-Straße 3, 5, 7 Lage                            | nach 1918                          | ehemalige „Edon-Kaserne“; neuklassizistischer Walmdachbau mit Risaliten, nach 1918, Beobachtungsplattform wohl jünger; mit Ausstattung | Fotos hochladen                |
| Portal                                     | Schliedererstraße, an Nr. 5 Lage                            | 1586                               | Renaissance-Kellerportal, bezeichnet 1586; Scheune bezeichnet 1833 | BW                             |
| Torpfeiler                                 | Schliedererstraße, an Nr. 28 Lage                           | 1557                               | Torpfeiler, bezeichnet 1557 | Fotos hochladen                |
| Wohnhaus                                   | Schliedererstraße 42 Lage                                   | spätes 18. Jahrhundert             | eingeschossiges barockes Fachwerkhaus mit Kniestock, teilweise massiv, spätes 18. Jahrhundert; Ausstattung | BW                             |
| Wohnhaus                                   | Theodor-Heuss-Straße 9 Lage                                 | 1739                               | stattliches barockes Fachwerkhaus, teilweise massiv, Krüppelwalmdach, bezeichnet 1739 | weitere Bilder Fotos hochladen |
| Wohnhaus                                   | Theodor-Heuss-Straße 22 Lage                                | um 1840                            | Fachwerkhaus, teilweise massiv, um 1840, Spolie (an der Scheune) bezeichnet 1557 | Fotos hochladen                |
| Hofanlage                                  | Theodor-Heuss-Straße 27 Lage                                | erste Hälfte des 18. Jahrhunderts  | ehemaliger Pfarrhof; barocker Walmdachbau, erste Hälfte des 18. Jahrhunderts (1749?); spätgotische Toranlage, bezeichnet 1534 | weitere Bilder Fotos hochladen |
| Wohnhaus                                   | Theodor-Heuss-Straße 30 Lage                                | 1739                               | reicher barocker Fachwerkbau, teilweise massiv, Krüppelwalmdach, bezeichnet 1739 | Fotos hochladen                |
| Gasthaus „Zum goldenen Pflug“              | Theodor-Heuss-Straße 31 Lage                                | 1738                               | ehemaliges Gasthaus „Zum goldenen Pflug“; barocker Winkelbau mit Walm- und Krüppelwalmdach, teilweise Fachwerk, Toranlage bezeichnet 1738; straßenbildprägend | Fotos hochladen                |
| Schulhaus                                  | Theodor-Heuss-Straße 32 Lage                                | bezeichnet 1903                    | Ehemalige Schule; elfachsiger klassizierender Sandsteinquaderbau mit fünfachsigem Zwerchhaus; ortsbildprägend | weitere Bilder Fotos hochladen |
| Hofanlage                                  | Theodor-Heuss-Straße 35 Lage                                | 18. Jahrhundert                    | Hakenhof, im Kern aus dem 18. Jahrhundert; Fachwerkbau mit Walmdach, teilweise massiv, bezeichnet 1720(?); Ausstattung; Fachwerkscheune mit Erweiterung, bezeichnet 1746 (Spolie?), Ökonomie um 1900 | Fotos hochladen                |
| Hofanlage                                  | Theodor-Heuss-Straße 42 Lage                                | 1726                               | barocker Hakenhof; eingeschossiges Fachwerkhaus mit Drempel, bezeichnet 1726, Wirtschaftstrakt und Scheune teilweise Fachwerk, letztere bezeichnet 1761(Bild) | Fotos hochladen                |
| Ehemalige katholische Kirche St. Katharina | Theodor-Heuss-Straße 44 Lage                                | 1749–64                            | ehemalige katholische Kirche St. Katharina; dreiachsiger spätbarocker Saalbau mit Dachreiter, 1749–64 | Fotos hochladen                |
| Rathaus                                    | Theodor-Heuss-Straße 45 Lage                                | 1841                               | ehemaliges Gemeindehaus; Sandsteinquaderbau mit Walmdach, Rundbogenstil, 1841(Bild) | Fotos hochladen                |
| Hofanlage                                  | Theodor-Heuss-Straße 46 Lage                                | um 1700                            | Barocker Dreiseithof, teilweise Fachwerk, Toranlage bezeichnet 1764, Wirtschaftstrakt bezeichnet 1720, Stall bezeichnet 1813, Scheune um 1880 | weitere Bilder Fotos hochladen |
| Pforte                                     | Theodor-Heuss-Straße, an Nr. 47 Lage                        | 1573                               | Renaissance-Hoftorpforte, bezeichnet 1573 | Fotos hochladen                |
| Hofanlage                                  | Theodor-Heuss-Straße 51 Lage                                | 17. Jahrhundert                    | Hakenhof, im Kern aus dem 17. Jahrhundert; Fachwerkhaus, teilweise massiv, bezeichnet 1685, Ausstattung; Hofpforte bezeichnet 1607, Querscheune bezeichnet 178[.] | BW                             |
| Hofanlage                                  | Theodor-Heuss-Straße 56 Lage                                | 1783                               | spätbarocker Hakenhof; eingeschossiges Fachwerkhaus mit Drempel, bezeichnet 1783, Fachwerkscheune | Fotos hochladen                |
| Wohnhaus                                   | Theodor-Heuss-Straße 58 Lage                                | frühes 18. Jahrhundert             | barockes Fachwerkhaus, Krüppelwalmdach, frühes 18. Jahrhundert, Backsteinanbau um 1900 | Fotos hochladen                |
| Hofanlage                                  | Theodor-Heuss-Straße 75 Lage                                | 1777                               | barocke Hofanlage; eingeschossiges Fachwerkhaus mit Drempel, bezeichnet 1777, Fachwerkhaus (Altenteil?), frühes 19. Jahrhundert | Fotos hochladen                |
| Untere Mühle                               | Untere Mühle 3 Lage                                         | 1842                               | ehemalige Untere Mühle; neunachsiger spätklassizistischer Krüppelwalmdachbau, 1842, Umbau 1905, dreiflügelige Erweiterung mit Treppenturm und Ausstattung, 1925/26, Architekten J. Ecker Söhne | Fotos hochladen                |
| Essigberg                                  | nördlich von Speyerdorf; Flur Am Essigberg Lage             | 4. Jahrhundert v. Chr.             | künstlich aufgeschütteter Grabhügel, wohl aus dem 4. Jahrhundert v. Chr. | weitere Bilder Fotos hochladen |
| Wehr                                       | nordwestlich von Speyerdorf am Aalgraben Lage               | 1826                               | zweiteiliges Wehr, bezeichnet 1826 | BW                             |
| Kanalsystem                                | nordwestlich von Speyerdorf und südlich des Heidehofs Lage  | frühes 19. Jahrhundert             | Verteilersystem der ehemaligen Wiesenbewässerung; Sandsteinbau, wohl aus dem frühen 19. Jahrhundert | BW                             |
| Wehr                                       | nordwestlich von Speyerdorf und westlich des Heidehofs Lage | um 1820/30                         | zweiteiliges Wehr, um 1820/30 | Fotos hochladen                |